# Romolo Tavoni

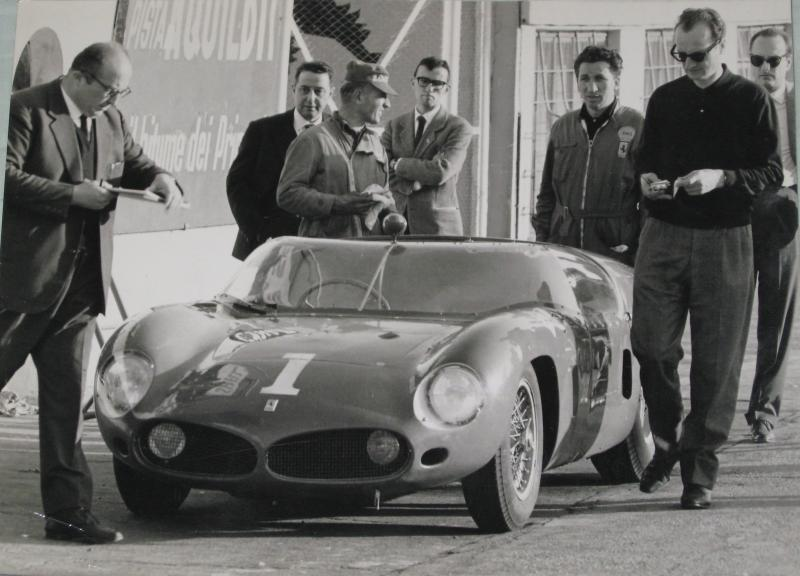
Romolo Tavoni (Zweiter von rechts) 1961

Romolo Tavoni (* 30. Januar 1926 in Casinalbo; † 20. Dezember 2020) war ein italienischer Rennleiter der Scuderia Ferrari und Mitbegründer von Automobili Turismo e Sport.

## Leben
Tavoni arbeitete zunächst für Maserati. Er war der erste Sekretär von Enzo Ferrari in den 1950er Jahren. Er war von 1958 bis 1961 Teamchef der Scuderia Ferrari und 1962 Mitbegründer von Automobili Turismo e Sport.
In der Saison 1958 wurde Mike Hawthorn im Ferrari Dino 246F1 Fahrerweltmeister, aber Ferrari verlor zwei Werksfahrer durch Todesstürze. Luigi Musso (in Reims) und Peter Collins (am Nürburgring) waren bei Formel-1-Rennen tödlich verunglückt. Ein Jahr später kam es beim Großen Preis von Frankreich 1959 nach dem Rennen zu einem heftigen Streit zwischen Tavoni und dem Franzosen Jean Behra. Behra war Anfang des Jahres als Nachfolger von Hawthorn ins Team gekommen und war im Rennen mit Motorschaden ausgefallen. Bei der folgenden Auseinandersetzung kam es zu einem Handgemenge und Tavoni entließ Behra, der durch Cliff Allison ersetzt wurde. 1961 gewann die Scuderia unter Tavonis Leitung wieder beide Titel in der Formel 1, aber mit dem tödlichen Unfall von Wolfgang von Trips in Monza verlor die Scuderia den dritten Werksfahrer durch einen Todessturz innerhalb weniger Jahre.
In der Sportwagen-Weltmeisterschaft gewann Tavoni als Rennleiter die Weltmeisterschaften 1958, 1961 und 1962 für die Scuderia.
Ende 1961 verließ Tavoni nach einer heftigen Auseinandersetzung mit Enzo Ferrari den Rennstall. Tavoni und sieben weitere Ferrari-Mitarbeiter hatten Enzo Ferrari einen Brief geschrieben und sich darin über die beständigen Einflussnahmen seiner Ehefrau auf die Angelegenheiten der Scuderia beschwert. Es kam zum Konflikt und Tavoni ging im Streit.
Mit ihm kehrten die Konstrukteure Giotto Bizzarrini, Carlo Chiti, der kaufmännische Direktor Girolamo Gardini und fünf weitere Mitarbeiter Ferrari den Rücken. Tavoni wurde Gründungsmitglied von ATS und übernahm auch dort die Rolle des Rennleiters.
Nach dem Ende des ATS-Formel-1-Teams 1964 wurde Tavoni Renndirektor der Rennstrecke von Monza.
In die Ära Tavoni fielen zwar Titel in der Formel 1, die Zeit war aber auch geprägt von Zerwürfnissen zwischen Fahrern und Teamführung und von drei tödlichen Unfällen.